# 乌兰昭站
乌兰昭站是位于黑龙江省泰来县乌兰昭的一个铁路车站，邮政编码162400。车站建于1964年，有平齐铁路经过该站，现不办理客货运业务，车站及其上下行区间均未电气化。车站距离四平站460公里，隶属哈尔滨铁路局，是五等站。

## 历史
建于1964年，2008年撤销。